# My Life's a Jigsaw
My Life's a Jigsaw è il quarto singolo del gruppo musicale inglese Purple Hearts, pubblicato nel 1980 dalla Safari Records.
Come Lato B vengono scelte Just to Please You e The Guy who made Her a Star.

## Tracce
Lato A:
1. My Life's a Jigsaw

Lato B:
1. Just to Please You
2. The Guy who made Her a Star

## Musicisti
- Bob Manton - Cantante
- Simon Stebbing - Chitarrista
- Jeff Shadbolt - Bassista
- Gary Sparks - Batterista